# Lichnoptera spissa
Lichnoptera spissa är en fjärilsart som beskrevs av Edwards 1887. Lichnoptera spissa ingår i släktet Lichnoptera och familjen Pantheidae. Inga underarter finns listade i Catalogue of Life.